# Landgericht Eisenach
Das Landgericht Eisenach war seit 1879 ein in Eisenach bestehendes Landgericht, das dem Oberlandesgericht Jena zugeordnet war.

## Geschichte
Im Zuge der 1850 im Großherzogtum Sachsen-Weimar-Eisenach erfolgten Trennung der Rechtsprechung von der Verwaltung und der zeitgleichen Aufhebung der Patrimonialgerichtsbarkeit wurden Justizämter und Stadtgerichte als Eingangsgerichte geschaffen. Damit entstanden in Eisenach das Justizamt Eisenach und das Stadtgericht Eisenach. Gericht zweiter Instanz und damit Vorläufer des Landgerichtes war das Kreisgericht Eisenach.
Das Landgericht Eisenach entstand mit Einführung des Reichsgerichtsverfassungsgesetzes im Herzogtum Sachsen-Weimar-Eisenach im Jahr 1879. Es war für das frühere Sachsen-Eisenach zuständig und dem Oberlandesgericht Jena zugeordnet.
Darunter waren folgende 8 Amtsgerichte angesiedelt:
- Amtsgericht Eisenach in Eisenach
- Amtsgericht Geisa in Geisa
- Amtsgericht Gerstungen in Gerstungen
- Amtsgericht Kaltennordheim in Kaltennordheim
- Amtsgericht Lengsfeld in Stadtlengsfeld
- Amtsgericht Vacha in Vacha
- Amtsgericht Ostheim vor der Rhön in Ostheim vor der Rhön
- Amtsgericht Ilmenau in Ilmenau (für die Exklaven)

Nachdem im Jahr 1920 der Freistaat Sachsen-Weimar-Eisenach im Land Thüringen aufgegangen war, wurde der Gerichtssprengel angepasst. Das Amtsgericht Ostheim vor der Rhön kam zum Landgericht Meiningen, das Amtsgericht Ilmenau zum Landgericht Gotha. Im Gegenzug kamen das Amtsgericht Thal-Heiligenstein und das Amtsgericht Vacha zum Landgericht Eisenach.
Im Jahr 1952 wurden die Landgerichte im Gebiet der DDR aufgehoben und die Gerichtsbarkeit durch die Errichtung von Kreis- und Bezirksgerichten neu organisiert. Entsprechend wurde das Landgericht Eisenach aufgehoben. Das Bezirksgericht Erfurt als Nachfolger bestand bis 1993. Nach der Wiedervereinigung wurde in Eisenach kein Landgericht mehr eingerichtet.

## Gebäude
Das Gericht bezog 1910 das Gerichtsgebäude Theaterplatz 5. Später wurde es vom Amtsgericht Eisenach und vom Arbeitsgericht Suhl genutzt. Es steht unter Denkmalschutz.

## Richter
- Julius Appelius Landgerichtspräsident